# 覗く女 実況中継された連続殺人!
『覗く女 実況中継された連続殺人!』（のぞくおんな・じっきょうちゅうけいされたれんぞくさつじん）は、2002年8月24日に、テレビ朝日系の「土曜ワイド劇場」で放送された作品のひとつ。主演は羽田美智子と船越英一郎。
原作は池井戸潤の『銀行狐』収録の「ローンカウンター」。

## あらすじ
〜「普通じゃない」からこそ、「普通の人間」と「普通じゃない人間」の区別が直感的にわかる。〜
マンションの部屋の住人の女が殺される様子がインターネットの覗き部屋サイトにて実況中継される事件が発生した。遺体にはベゴニアの花が撒かれ、強引に部屋に入った形跡も無かった。渋谷北署刑事課の刑事・山北は、警視庁捜査1課刑事の藤季と組んで捜査に動くことになった。猟奇的な殺人の手口に加え、藤季の変わり者的な行動や思考に苛立ちを覚えながら捜査を進める山北。同じ手口の第2第3の殺人が続く中、突破口は意外な所から開いた。

## キャスト
- 藤季樹里（警視庁捜査1課刑事）：羽田美智子
- 山北史郎（警視庁渋谷北署刑事課刑事）：船越英一郎
- 山北佳恵（史郎の妻）：高橋ひとみ
- 山北久美（史郎の娘）：大谷みつほ
- 篠田卓郎（警視庁渋谷北署刑事課刑事）：菊池健一郎
- 井原良三（警視庁渋谷北署刑事課課長）：鈴木ヒロミツ
- 佐野洋一（東京スカイ銀行行員）：橋爪淳
- 定岡春子（殺人事件第1被害者）：森早奈美
- 斉木和美（殺人事件第2被害者）：尾道和子
- 小山裕子（殺人事件第3被害者・久美の友人）：五十嵐舞
- 丸山賢三（公認会計士）：有薗芳記
- 奥野建男（丸山と会っていた男）：河野洋一郎
- 岡倉（覗き部屋サイト管理人）：浅見小四郎
- ローンカウンターの銀行員：伊藤正之
- 鑑識課員：三田村周三
- 奏谷ひろみ、藤本喜久子、加世幸市、亀山助清、南雲勝郎、宮内敦士 ほか

## スタッフ
- 原作：池井戸潤『銀行狐』より「ローンカウンター」
- 脚本：石原武龍
- 監督：油谷誠至
- 技術協力：ビデオフォーカス
- 美術協力：テレビ朝日クリエイト
- プロデュース：松本基弘、三輪祐見子、見留多佳城
- 製作：テレビ朝日、Gカンパニー